# Promise This
Promise This è un brano musicale della cantante pop britannica Cheryl Cole, pubblicato come primo singolo dal secondo album della cantante Messy Little Raindrops. La canzone, scritta e prodotta da Wayne Wilkins, è stata presentata in radio nel settembre 2010, mentre la pubblicazione ufficiale è avvenuta il 24 ottobre dello stesso anno, per l'etichetta discografica Polydor.
Il singolo è entrato direttamente alla prima posizione della classifica britannica, vendendo circa 157 000 copie in una sola settimana.
e ha riscosso un immediato successo anche in Irlanda, dove è balzata dalla posizione #29 direttamente alla #1.
Il video musicale, girato a Los Angeles, è stato diretto da Sophie Muller ed è stato trasmesso dalle reti televisive musicali britanniche a partire dal 21 settembre.

## Il brano
Il brano, registrato a Santa Monica in California, è un up-tempo dance pop che contiene un estratto della canzone popolare francese per bambini Alouette Secondo alcuni, la cantante nel testo spiega i suoi sentimenti a seguito della rottura con l'ex marito Ashley Cole accennando attraverso la metafora affettiva dell'Alouette (allodola) alla sua relazione con il compagno Derek Hough, che le è stato vicino nella sua battaglia contro la malaria.

## Tracce
Promo - CD singolo (Fascination / Polydor - (UMG)
1. Promise This - 3:24

## Classifiche
| Classifica (2010) | Posizione massima |
| ----------------- | ----------------- |
| Australia         | 78                |
| Belgio (Fiandre)  | 69                |
| Europa            | 5                 |
| Irlanda           | 1                 |
| Regno Unito       | 1                 |
| Repubblica Ceca   | 17                |
| Slovacchia        | 32                |
| Ungheria          | 14                |